# Jantu
Jantu o Chattagahaka (Laimini Tissa II) fou rei d'Anuradhapura (Sri Lanka) del 434 al 435.
Era el marit de la princesa Sangha, filla de Mahanama i exercia el càrrec de Chattagahaka; fou proclamat rei a petició de la princesa Sangha. Només va viure un any durant el qual va construir el tanc d'aigua dit de Chattagahaka.
Jantu va morir sense fills i corresponia al adigar o primer ministre el nomenament de rei i aquest, considerant impropi recomanar-se a si mateix als caps però pensant que serviria millor als interessos del país, va recomanar a un personatge obscur al qual mantindria en estricte confinament dins del palau, mentre mentre que personalment atendria la administració del país; en conseqüència fou elegit Mittasena o Mitta Sena (àlies Karalsora).